# Fiat Concord
FIAT Concord è stata la filiale Argentina del gruppo Fiat, presente nel paese dal 1919.

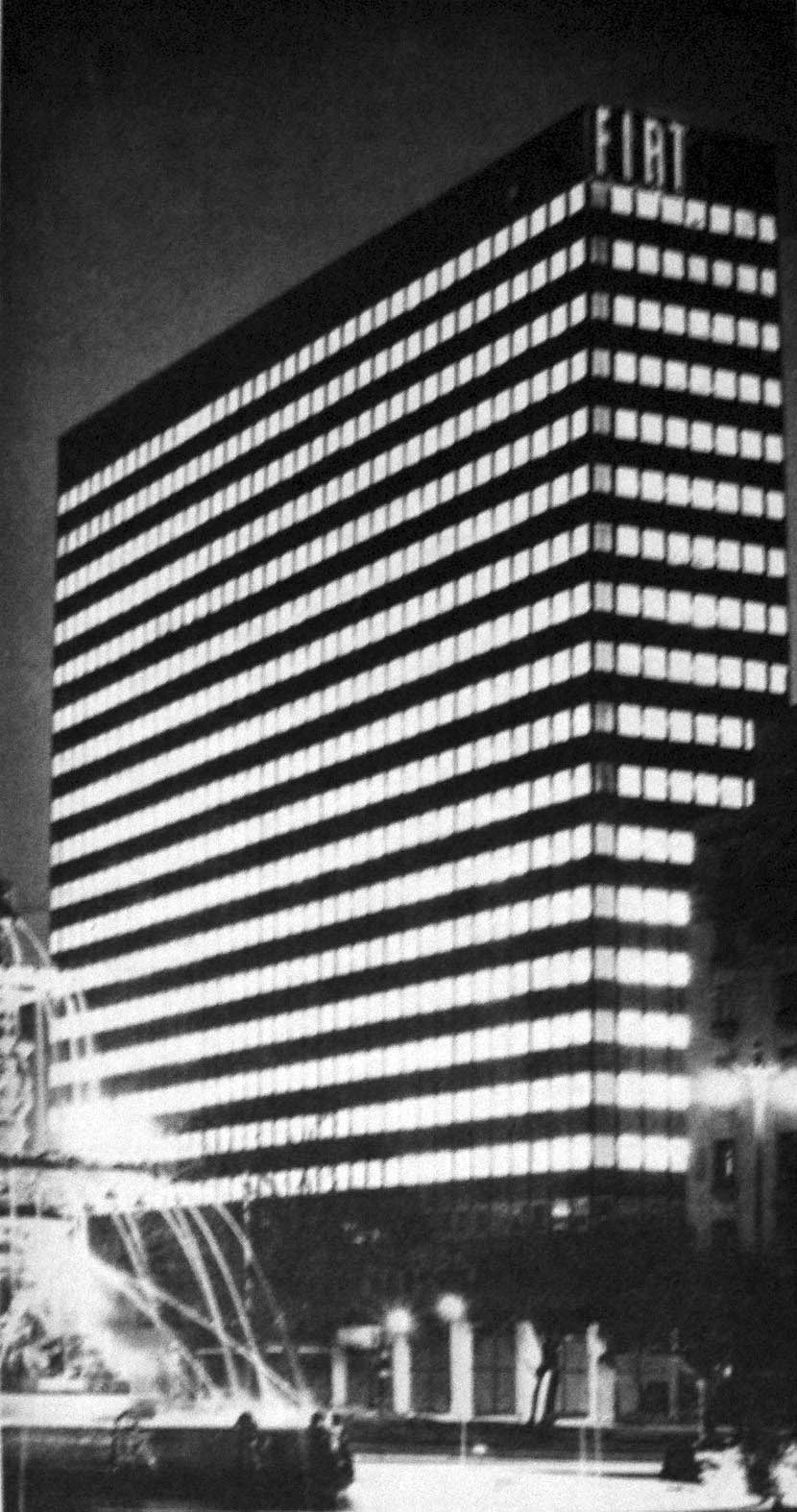
Palazzo Fiat Concord

## Storia
- 1900: Le vetture Fiat cominciano ad essere importate in Argentina dagli immigrati italiani.
- 1919: Viene creato a Buenos Aires un punto ufficiale di vendita per veicoli importati: Fiat Argentina SA. Importa auto, camion, autobus e trattori.
- 1957: Fiat Ferroviaria riceve un ordine argentino per 300 locomotive diesel per la creazione di uno specifico impianto ancora esistente a Cordoba FIAT Materfer.
- 1959: Il governo argentino decide che l'industria automobilistica debba promuovere lo sviluppo della produzione locale. Fiat decide, come altri produttori, tra cui gli americani, di creare un centro di produzione locale, per soddisfare la legge che impone un tasso di integrazione locale del 70%. Il 30 settembre, il governo argentino autorizza la Fiat a costruire automobili in territorio argentino.
- 1960: Il nuovo impianto della filiale Fiat Concord, situato a Caseros, ha prodotto la sua prima auto, una Fiat Concord 600, identica al modello originale italiano. In estate viene approntata una seconda linea di produzione con una capacità di 4.000 auto Fiat 1100 D.
- 1963: Alla fine dell'anno, viene sostituita la Fiat 1100 con la nuova Fiat 1500.
- 1965: Inizia la produzione della Fiat 770, la Multicargo (pick-up) e la Coupé Vignale per completare la famiglia della Fiat 1500, che già aveva la versione familiare.
- 1969: Fiat sostituisce la Fiat 1500 con la nuova Fiat 1600.
- 1971: Inizia la produzione della Fiat 128, praticamente identica al modello italiano, con i motori di 1100 cc e 1300. Il gruppo Fiat Auto Argentina crea Industria Argentina di Veicolo di Avanzata (IAVA), una specie di Abarth argentina. La linea di camion si rinnova anche con il lancio della linea "H", formata dai modelli: 619 N1, 619 N2, 619 T1[1], e 6x4: 697N, 697T[2] e 6x6: 697 NB[3].
- 1972: Inizia la produzione della versione pick-up della 1600 chiamata Multicargo.
- 1973: Inizia la produzione della Fiat 128 familiare, sviluppata in Argentina e fornita di 5 porte, contro le 3 porte disponibili nelle versioni italiane. A fine anno la 1600 riceve modifiche estetiche e meccaniche ed è rinominata 125, anche in versione familiare e Multicargo.
- 1974: Lancio della Fiat 673[4], camion medio che fu soprannominato "Sallustro", perché poco tempo prima era stato ucciso dai guerriglieri dell'ERP il direttore generale della Fiat Concord Oberdan Sallustro.
- 1977: Inizia la produzione della Fiat 133, derivata dal modello di SEAT.
- 1980: Fiat Concord si fonde con Peugeot SAFRAR (filiale di Peugeot in Argentina) per formare una nuova società, Sevel Argentina.
- 1981: Dopo la fusione la società continua a produrre nuovi modelli come la Fiat 147, Regatta e Uno fino al 1996, quando Fiat SpA ha ripreso le attività in Argentina.

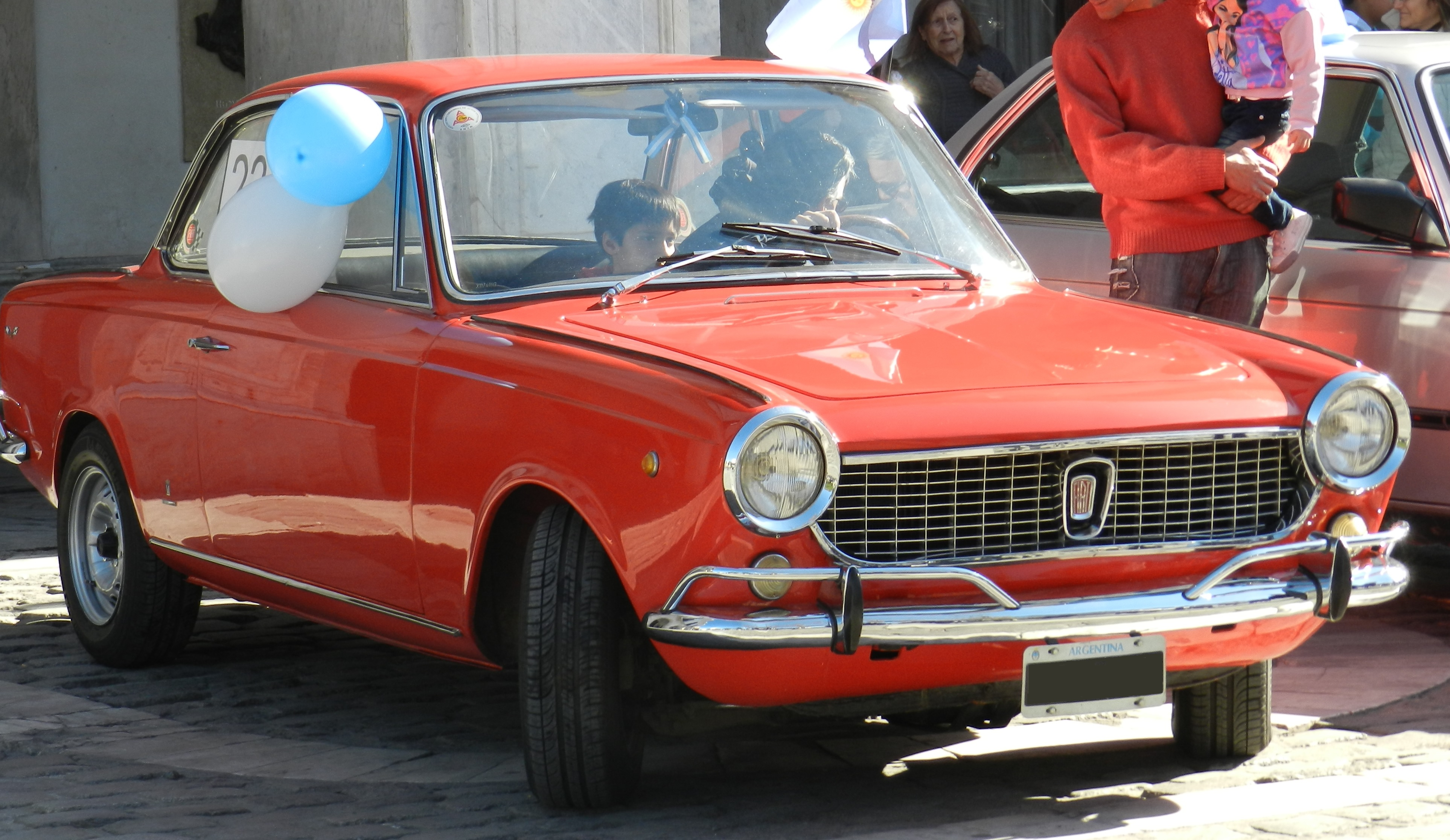
Fiat 1500 Coupé Vignale

## Auto prodotte
- Fiat 600
- Fiat 1100
- Fiat 1500
- Fiat 1500 Coupé Vignale
- Fiat 1600 Sport
- Fiat 1600
- Fiat 125
- Fiat 770/800
- Fiat 128
- Fiat 133

## Trattori prodotti
- Fiat 1100 / 1100 DT / 1100 E[5]
- Fiat 900A / 900E[6]
- Fiat 800E / 800A[7]
- Fiat 700 E / 700 S / 700 U[8]
- Fiat 500
- Fiat 650 Universal / Standard
- Fiat 600 E / DT
- Fiat 400 E / 400 A / 400 V
- Fiat 411R / 411T[9]
- Fiat U-25[10]
- Fiat 60R[11]
- Fiat 431R[12]
- Fiat 211 R[13]
- Fiat 780[14]
- Fiat 450[15]
- Fiat SuperSom 55[16]
- Fiat 350[17]

## Macchine da cantiere
I macchinari stradali FIAT, prodotti in Argentina, sono stati fabbricati da CRyBSA. I modelli sono stati i seguenti: Fiat 4600 E, 4534, 4504 e 4304.

## Altri prodotti
- Locomotive
- Automotrice
- Trattore agricolo
- Trattore stradale